# Médiathèque de Myllypuro
La médiathèque de Myllypuro (finnois : Myllypuron mediakirjasto) est une bibliothèque de la section Myllypuro du quartier de Vartiokylä  à Helsinki en Finlande,,.

## Présentation
La médiathèque de Myllypuro est située dans un pavillon rond au milieu du centre commercial Ostaria (fi) à l'adresse Kiviparintie 2. 
La médiathèque de Myllypuro a ouvert le 14 décembre 2011.
La médiathèque  de Myllypuro est l'un des établissements de la bibliothèque municipale d'Helsinki.

## Services
Les matériaux et les services de la médiathèque de Myllypuro diffèrent de ceux d'une bibliothèque typique. 
Les services sont axés sur l'orientation et le conseil en matière d'informatique et de communication, et un domaine d'activité important est l'introduction des seniors aux technologies de l'information du quotidien.
La médiathèque a peu de livres traditionnels. 
Cependant, la médiathèque peut emprunter, rendre et réserver des livres d'autres bibliothèques du réseau Helmet, et les usagers ont accès à des ordinateurs, un studio et des équipements de numérisation.

## Groupement Helmet de bibliothèques
La bibliothèque  de Myllypuro fait partie du groupement Helmet, qui est un groupement de bibliothèques municipales d'Espoo, d'Helsinki, de Kauniainen et de Vantaa ayant une liste de collections commune et des règles d'utilisation communes.